# Barleeia rubrooperculata
Barleeia rubrooperculata is een slakkensoort uit de familie van de Barleeiidae. De wetenschappelijke naam van de soort is voor het eerst geldig gepubliceerd in 1972 door Castellanos & Fernández.